# しあわせなら手をたたこう
しあわせなら手をたたこうは、2005年に製作された日本映画。

## 概要
主演は、前年の2004年に制作2005年に劇場公開された「雨よりせつなく」に初主演した田波涼子(西島秀俊共演)。
「今、時代の主役は30オンナ」を謳い文句に、3人の30才女子たちの友情、恋愛、仕事に多くの葛藤や決断を経て「ほんとうの幸せ」に気づき始めて行くラブコメ？サクセスストーリー！
共演は、岡元夕紀子、岩堀せり。

## 出演
- 北嶋未幸：田波涼子
- 飯田のりこ：岩堀せり
- 安西千絵：岡元夕紀子
- 橘宣行：鈴木一真
- 高田克也：深水元基
- 兵頭謙太：細田よしひこ
- 高木瞳：犬山イヌコ
- 米倉部長：小木茂光
- 舞：前田亜季
- 合田真樹：倉本康子
- 御曹司：甲本雅裕
- 老夫婦：奥村公延
- 〃　　：大方斐紗子
- 北嶋未幸の高校時代の彼氏：忍成修吾
- 竹山隆範（カンニング）
- 中島忠幸（カンニング）
- サルサダンスの先生：榊英雄
- 有薗芳記
- 上地雄輔

## スタッフ
- 監督・脚本：内田英治

| スタブアイコン | サブスタブ | この項目は、まだ閲覧者の調べものの参照としては役立たない、映画に関連した書きかけの項目です。この項目を加筆・訂正などしてくださる協力者を求めています（P:映画/PJ:映画）。 |

制作総指揮：遠藤富士雄、古屋文明、堀江貴文、斎藤隆司、池田英治